# روبرتو أزيفيدو
روبرتو كارفالو دي أزيفيدو (بالبرتغالية: Roberto Azevêdo‏) (تلفظ برتغالي: ‎/ʁoˈbɛʁtu kaʁˈvaʎu dʒi azeˈvedu/‏; ولد 3 أكتوبر 1957) هو سياسي برازيلي والمدير السابق لمنظمة التجارة العالمية. انتخب أزيفيدو لخلافة باسكال لامي مديراً عاماً لمنظمة التجارة العالمية مايو 2013. توليه منصبه في 1 سبتمبر 2013.
تم نشر إعلان رسمي من لجنة من ثلاثة أشخاص لمنظمة التجارة العالمية لاختيار المدير العام يوم 8 مايو 2013، معلناً أزيفيدو كمرشح إجماع من عدة جولات من المشاورات. وقعت في الانتخابات الرسمية في اجتماع المجلس العام في 14 مايو.
في عهده، وافقت منظمة التجارة العالمية على صفقة بالي.

## الحياة الشخصية
أزيفيدو متزوج من السفيرة ماريا نازاريس فاراني أزيفيدو، دبلوماسية برازيلية مثله، والرئيس الحالي للبعثة الدائمة البرازيلية في مكاتب الأمم المتحدة في جنيف، ولديه ابنتان.

## روابط خارجية
- روبرتو أزيفيدو على موقع مونزينجر (الألمانية)